# Julie Bergan
 (mai 2024).
Julie Bergan, née le 12 avril 1994 à Skien en Norvège, est une chanteuse et auteure-compositrice norvégienne. Elle atteint la notoriété à l'international avec sa chanson Arigato, et est également connue pour ses collaborations et son amitié avec la chanteuse Astrid S.

## Carrière

### Débuts
Julie Bergan a commencé sa carrière en 2012 avec la chanson Supernova, qu'elle a enregistrée avec le groupe norvégien rap-pop Cir.Cuz. Supernova figure sur les charts norvégiens pendant 16 semaines en 2012 et 2013 et atteint la cinquième place à son sommet,.
En 2013, elle participe au concours norvégien de sélection pour l'Eurovision, Melodi Grand Prix avec la chanson Give A Little Something Back, qu'elle a co-écrite avec Ben Adams et Sara Skjoldnes. Elle perd alors en semi-finale.
Julie Bergan signe en septembre 2013 avec Warner Music Norvège, et sort à la fin de l'année une reprise de Undressed en collaboration avec Astrid S. Cette dernière obtient une cinquième place au télécrochet Idol Norvège 2013.

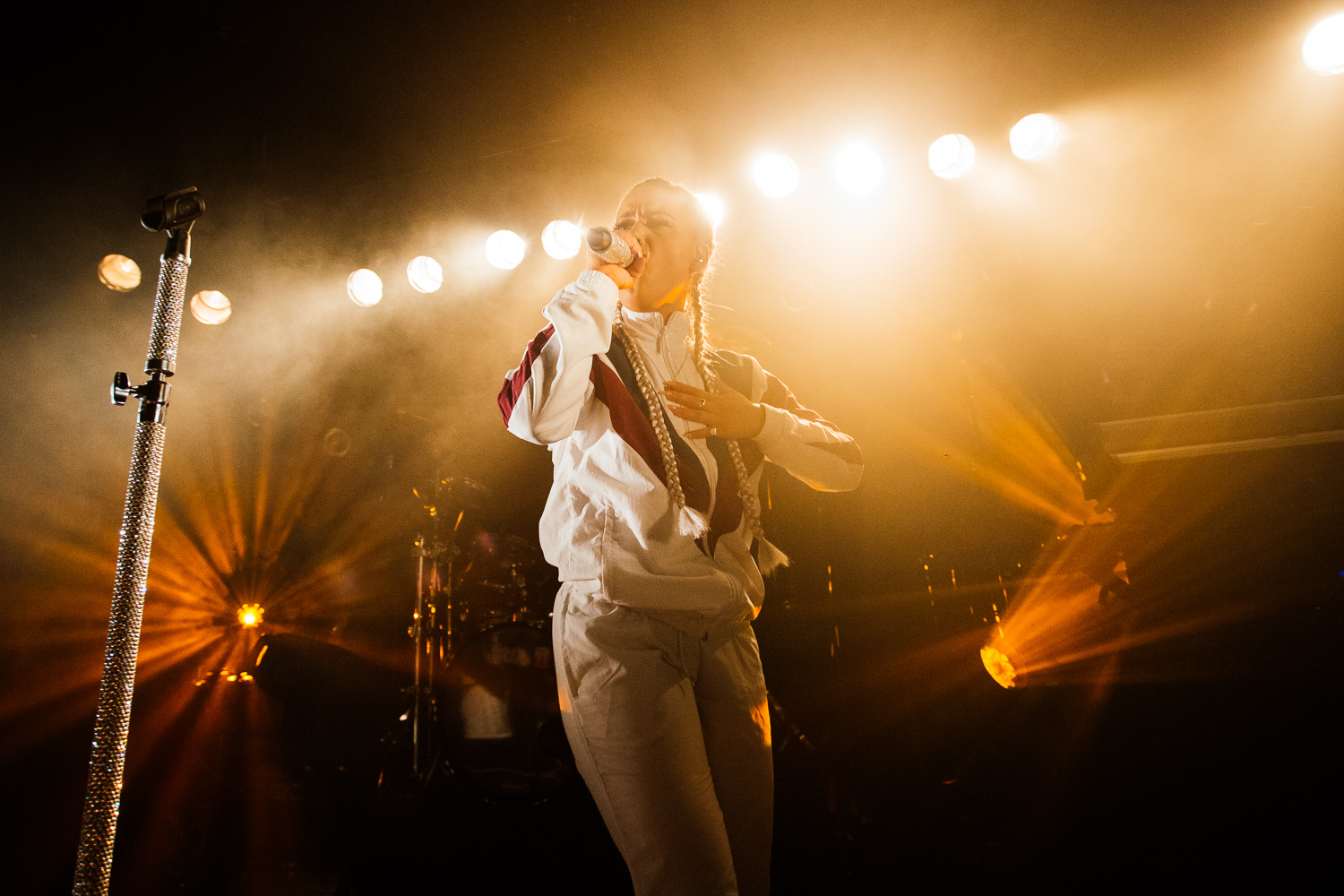
Julie Bergan pendant le festival by:Larm en 2017.

#### 2014-2019
L'activité de Julie Bergan augmente pendant la période 2014-2016, avec davantage de chansons et de concerts. Elle sort son premier single Younger le 17 janvier 2014. All Hours de 2015 et I Kinda Like It de 2016 sont certifiés disques de platine en Norvège. Elle effectue également plusieurs tournées, dont celle de la VG-lista en 2016.
Elle écrit le single Arigato en collaboration avec Kid Joki et la publie officiellement le 10 juin 2016. En juillet 2016, la chanson passe deux semaines en première place du classement VG-lista, où elle figure au total 20 semaines. Elle atteint également la 5e place sur la Topplistan suédoise. Julie Bergan obtient alors une nomination pour la chanson de l'année au Spellemannprisen 2016, remporté par Alan Walker, et gagne le Musikkforleggerpris 2016 dans la catégorie « Percée de l'année, pop ».
Au printemps 2016, elle participe au projet remix de NRK P3. En compagnie d'autres artistes féminines, Julie Bergan réarrange le titre Attitudeproblem de Karpe Diem, et en reprend les paroles en jouant sur l'inversion des rôles de genre.
En 2017, elle participe à de nombreux festivals comme by:Larm, Ufestival ou Slottsfjell.
En 2018, elle contribue en compagnie d'Alan Walker et Senguri au titre Ignite de K-391. Cette chanson est nommée dans la catégorie « Titre de l'année » au Spellemannprisen 2018 , dont Julie Bergan codirige la cérémonie avec Tarjei Strøm. Le premier album d'Alan Walker, Different World, sort plus tard dans l'année, incluant avec la chanson I Don't Wanna Go interprétée par Julie Bergan.
En 2018, elle sort son premier album, Turn On the Lights, et assure sa tournée It's Lit. En mars 2019, elle présente la cérémonie de remise des prix Spellmanprisen en Norvège. Quelques mois plus tard en mai, elle sort Don't Give Up On Me Now avec R3hab et Outlaw ; puis, à l'été 2019, elle participe à la tournée Hard Feelings à travers l'Europe.
ars 2,rs, e  a présenté la cérémonie de remise des prix Spellmanprisen en Norvège. En mai, Don't Give Up On Me Now est sorti avec R3hab et Outlaw et à l'été 2019, elle s'est lancée dans une tournée Hard Feelings, qui l'a emmenée à travers l'Europe.

#### 2020-Aujourd'hui
Le 3 janvier 2020, Julie Bergan sort le single Kiss Somebody avec SeeB ; puis en juillet 2020, durant la pandémie de Covid-19, le single Commando. Le titre renvoie au surnom qu'elle a reçu des habitants pendant ses vacances ; le clip vidéo de la chanson est assemblé à partir de vidéos de danse de fans individuelles. Le même mois, elle réalise sa deuxième collaboration avec SeeB, intitulée Don't You Wanna Play. Leur troisième collaboration aura lieu en 2022, Always Will, écrite entre autres par Mimi Webb.
En 2020, Julie Bergan sort son deuxième album Hard Feelings, dont elle avait déjà sorti des parties en 2 EP, Hard Feelings Ventricle 1 & 2. L'album n'est disponible qu'en version numérique. Il inclut le single One Touch, que Bergan a co-écrit avec Dagny. En été, elle participe au Norwegian Haik Show, où des artistes sont présentés puis donnent un concert. En novembre 2021, David Guetta sort la chanson Family, qui visait à montrer la cohésion de l'industrie musicale à l'époque du Covid-19. Parmi les chanteurs du monde entier qui reprennent la partie chant, Julie Bergan interprète la version scandinave.
Début 2022, avec des amis, elle ouvre la salle de sport Crewtrening à Oslo, où elle s'entraîne et donne des cours. Lors du Spellmannprisen 2022, elle rend publique sa relation avec Yunus Daar.
À l'automne, Alan Walker envisage de sortir la chanson Ritual avec Julie Bergan, mais à la suite d'une dispute, la chanson est sortie avec des paroles et un chanteur différents. Julie Bergan apparaît néanmoins dans le clip vidéo.
Bergan se sépare de Warnermusic et, le 17 mars 2023, elle sort Diamonds, son premier single sur son propre label Karate Records. Elle en diffuse le clip le jour de son anniversaire le 12 avril.
Le 16 juin 2023, elle se produit pour la septième fois au spectacle annuel  VG-Lista Topp 40  sur la place de l'hôtel de ville à Oslo. Là, elle interprète sa dernière chanson Waste A Tear, sortie trois semaines plus tôt. La chorégraphie de danse a été créée par Mona Berntsen, qui avait auparavant travaillé avec Justin Bieber et Alicia Keys, entre autres.
Les singles Nobody Loves No One et Old Habits sortent à l'automne de l'année. Dans Old Habits, Julie Bergan évoque la perte d'un être cher, en hommage à une ses amies qui a perdu son frère.
Le 23 février 2024, Bergan sort le single Kiss Me Better, dont la musique et la vidéo s'inspirent de l'Eurodance des années 1990. Après une période de singles plus calmes, cette chanson est reçue comme un retour vers un style de pop énergique/électronique.  Une version instrumentale, une version rapide et une version lente ont également été publiées dans un mini EP.

## Discographie

### Solo
| Année | Titre                           | Position | Position | Album              |
| Année | Titre                           | NOR      | SWE      | Album              |
| ----- | ------------------------------- | -------- | -------- | ------------------ |
| 2013  | Give a Little Something Back    | —        | —        | NC                 |
| 2014  | Younger                         | —        | —        | NC                 |
| 2014  | Fire                            | —        | —        | NC                 |
| 2014  | Rude                            | —        | —        | NC                 |
| 2015  | All Hours                       | 6        | —        | NC                 |
| 2016  | I Kinda Like It                 | 35       | —        | NC                 |
| 2016  | Arigato                         | 1        | 5        | Turn On The Lights |
| 2017  | Blackout                        | 17       | —        | Turn On The Lights |
| 2017  | Blackout (acoutisque)           | —        | —        | NC                 |
| 2017  | If You Love Me (avec Tunji Ige) | —        | —        | Turn On The Lights |
| 2017  | Incapable                       | 19       | —        | Turn On The Lights |
| 2018  | Guilt Trip                      | 18       | —        | Turn On The Lights |
| 2018  | U Got Me                        | 20       | —        | NC                 |
| 2019  | STFU                            | 20       | —        | NC                 |
| 2019  | Outlaw                          | —        | —        | NC                 |
| 2019  | Crazy Enough                    | 35       | —        | NC                 |
| 2019  | Bored                           | —        | —        | NC                 |
| 2020  | Kiss Somebody (avec Seeb)       | 12       | —        | NC                 |
| 2020  | Commando                        | —        | —        | NC                 |
| 2020  | One Touch                       | 39       | —        | NC                 |

### Collaborations
| Année | Titre                                                        | Position | Album         |
| Année | Titre                                                        | NOR      | Album         |
| ----- | ------------------------------------------------------------ | -------- | ------------- |
| 2012  | Supernova (Cir.Cuz avec Julie Bergan)                        | 5        | Vi er Cir.Cuz |
| 2017  | Can't Help Myself (Clairmont avec Mugisho et Julie Bergan)   | -        | NC            |
| 2018  | Ignite (K391 avec Alan Walker, Julie Bergan et Senguri)      | 1        | NC            |
| 2019  | Don't Give Up on Me Now R3HAB avec Julie Bergan              | 30       | NC            |
| 2020  | My Bad Shaun & Advanced avec Julie Bergan                    | —        | NC            |
| 2020  | Outline Crazy Cousinz avec Julie Bergan                      | —        | NC            |
| 2020  | Don't You Wanna Play? (Seeb mettant en vedette Julie Bergan) | —        | NC            |

### Reprises
- Undressed - avec Astrid S (2013), original de Kim Cesarion.
- Attitudeproblem - avec Bendik, Stella Mwangi, Silvana Imam, Izabell et Christine Dancke (2016, P3), original de Karpe Diem.

## Récompenses
| ans  | organisation               | prix                       | travail                                                     | résultat |
| ---- | -------------------------- | -------------------------- | ----------------------------------------------------------- | -------- |
| 2016 | MTV Music Awards           | Meilleur artiste norvégien | Julie Bergan                                                | Nommée   |
| 2016 | P3 Gull                    | Chanson de l'année         | Arigato                                                     | Nommée   |
| 2016 | P3 Gull                    | Révélation de l'année      | Julie Bergan                                                | Nommée   |
| 2017 | Spellemannprisen 2016      | Chanson de l'année         | Arigato                                                     | Nommée   |
| 2017 | Musikkforleggerprisen 2016 | Percée de l'année - pop    | Arigato                                                     | Remporté |
| 2019 | Spellemannprisen 2018      | Chanson de l'année         | Ignite (de K-391 avec Alan Walker, Julie Bergan et Senguri) | Nommée   |